# Berg en Dal
Berg en Dal és un municipi del Gelderland, al centre-oest dels Països Baixos.
Es va crear l'1 de gener de 2015 amb la fusió de Groesbeek, Millingen aan de Rijn i Ubbergen. En un principi el municipi s'anomenà "Groesbeek" però l'1 de gener de 2016 canvià al nom actual després d'un referèndum.